# Niccolò dell’Abbate

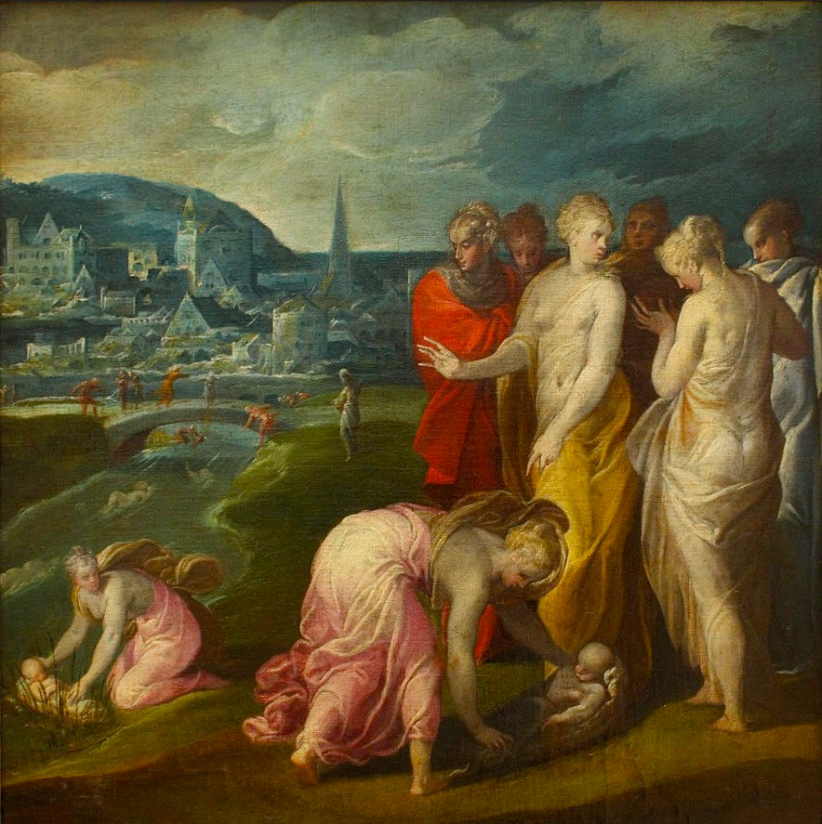
Znalezienie Mojżesza, ok. 1560, Luwr

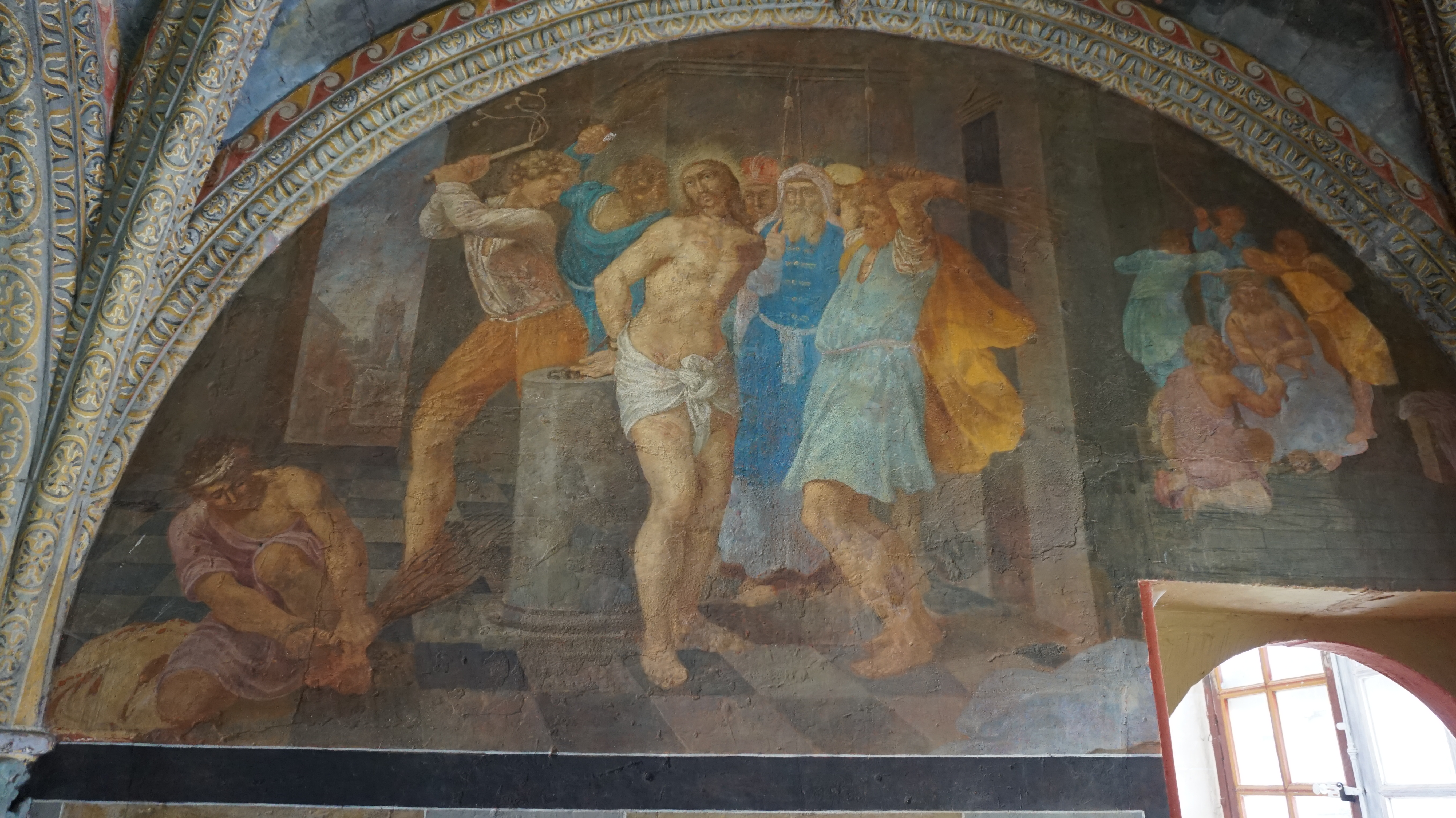
Fresco of Niccolo dell’Abbate in Villesavin castle chapel

Niccolò dell’Abbate (ur. w 1512 w Modenie, zm. w 1571 w Fontainebleau) – włoski malarz manierystyczny. Był jednym z najlepszych mistrzów pierwszej szkoły Fontainebleau.
Początkowo uczył się w Modenie rzeźbiarstwa u Antonia Begarelliego. Szybko jednak zmienił punkt zainteresowania na malarstwo i znalazł się w kręgu oddziaływań Dosso Dossiego. Podczas pobytu w Bolonii w latach 1548-52 jego styl ewoluował pod wpływem Parmigianina i Correggia. W 1552 r. przyjechał na dwór Henryka II Walezjusza do Fontainebleau. Wówczas stworzył obrazy Galeria Ulissesa i tzw. Galeria Henryka II. Wspólnie z Primaticciem stworzył dekoracje do pałacu. Zajmował się również malowaniem portretów i scen mitologicznych oraz wykonywaniem kartonów do królewskiej manufaktury gobelinów, projektów architektury okazjonalnej i złotnictwem. Jest autorem fresków w kaplicy Zamku w Villesavin. Za sprawą jego działalności artystycznej manieryzm przeniknął do kręgu sztuki francuskiej.